# The Final Episode (Let's Change the Channel)
«The Final Episode (Let's Change the Channel)» —en español: «El Episodio Final (Cambiaremos el Canal)»— es una canción interpretada por la banda Asking Alexandria. Fue lanzada como primer sencillo de su primer álbum de estudio Stand Up And Scream. Es una de las canciones más exitosas de la banda, el sencillo fue certificado oro por la RIAA en marzo de 2014.

## Vídeo musical
El vídeo fue grabado en 2009 y fue liberado el 15 de septiembre de 2009, y fue dirigido por Robby Starbuck.
En el vídeo, los músicos tocan en una habitación oscura, vestida de negro. También se muestra una tabla en la que se encuentra el vaso con agua. A lo largo del vídeo, el cristal se desplaza gradualmente hacia el borde de la mesa y, finalmente, cae y se rompe en el final del video.

## Personal
La canción fue grabada con el siguiente personal:
- Danny Worsnop - Voz
- Cameron Liddell - Guitarra rítmica
- Ben Bruce - Guitarra principal
- James Cassells - Batería
- Sam Bettley - Bajo

## En otros medios
La canción fue parte del soundtrack del videojuego WWE 2K22, fue escogida por el rapero Machine Gun Kelly.